# Allocotocera anaclinoides
Allocotocera anaclinoides är en tvåvingeart som först beskrevs av Marshall 1896.  Allocotocera anaclinoides ingår i släktet Allocotocera och familjen svampmyggor. Inga underarter finns listade i Catalogue of Life.